# Manuel Urda Marín
Manuel Urda Marín   (Barcelona, 1 de febrer de 1888 - Barcelona, 9 de setembre de 1974), més conegut amb el nom artístic d'Urda, va ser un dibuixant i guionista de còmics. Va ser un dels dibuixants amb la vida professional més longeva entre els humoristes i historietistes espanyols del segle xx, de gairebé setanta anys, desenvolupant gran part de la seva carrera a la revista TBO, on a més de dibuixant també hi va fer de director artístic.

## Biografia
Urda va néixer a Barcelona l'any 1888, molt aviat s'interessà pel dibuix i la pintura, però va entrar a treballar en una empresa d'assegurances i tot seguit en una entitat bancària.
Va publicar els seus primers dibuixos el 1904 a Monos. El 1906, la revista L'Escolanet va organitzar un concurs de dibuix on també hi va publicar i, a partir d'aquest moment, dona via lliure a la seva vocació de dibuixant de còmic d'humor.
Entre l'any 1906 i fins al 1939, any de la fi de la guerra civil espanyola, Urda va demostrar ser un dibuixant versàtil i prolífic, ja que combinava els acudits i les historietes de contingut innocu, destinades a publicacions infantils, com per exemple TBO, Pulgarcito, Chiquilín,  Alegría o Dominguín, entre d'altres. Entre les publicacions per a adults va dibuixar a les revistes Lecturas o Buen Humor, a part de la citada Monos. També va fer acudits per a publicacions polítiques amb un contingut més satíric, entre les quals L'esquella de la Torratxa, La Rialla i algunes amb un contingut més eròtic, La Hoja de Parra o Papitu.
L'any 1915 es va convertir en editor i va publicar una revista infantil en català, que va anomenar En Belluguet'; de la qual se'n publicaren vuit números.
Una vegada acabada la guerra civil espanyola, va treballar per a la revista TBO, compatibilitzant aquesta feina amb la publicació de dibuixos a revistes com Pulgarcito, El DDT, El Coyote, Nicolas, Yumbo i Paseo Infantil.
També va treballar realitzant passatemps, i a l'estudi de dibuixos animats Chamartín va participar en un projecte innovador que consistí en una sèrie de catorze capítols, titulada Garabatos (1942-1945); aquesta sèrie era una mena de revista d'humor però amb dibuixos animats. En aquesta mateixa sèrie hi varen treballar dibuixants com, Escobar, Díban, Cifré, Benejam, Tono, Tur del Arco, Iranzo o Peñarroya.
TBO és la revista amb què Manuel Urda va tenir més vincles professionals, hi va dibuixar pràcticament des dels seus inicis, concretament des del número tres, que signa ell com Urda que es va publicar l'any 1917. Del 1918 fins al 1922 va ser-ne el director artístic. Urda va ser el que va mantenir l'esperit clàssic de la revista amb un traç ferm, amb un sentit sòlid del disseny i les seves històries de dibuixos amb gran cura. Urda va col·laborar a TBO de forma ininterrompuda fins al 1972. La seva darrera pàgina va aparèixer al TBO nº 751 amb data del 17 de març. Posteriorment van continuar apareixent a la revista en reedicions d'historietes o seccions ja publicades.
En el terreny de l'animació va col·laborar als curtmetratges de Tono i Herreros i va formar part del col·lectiu de professionals que va realitzar la sèrie Garabatos (1942-45).
Va morir el mes de setembre de 1974. Va ser enterrat al Cementiri de Sarrià.

## Obra i Personatges
Manuel Urda Marin va treballar en el món creatiu al llarg de gairebé seixanta anys. Els seus personatges eren rotunds, senzills i inimitables. Urda no va dibuixar personatges fixos, potser amb l'excepció d'un gosset que apareixia a quasi tots els seus dibuixos o el nen que sortia a les publicacions de TBO, dissenyat per ell. A TBO Urda va desenvolupar el seu habitual humor amable i blanc, perfectament adaptat al perfil de la publicació.
Aquest autor destacava per la seva aguda observació de les situacions que contemplava al carrer, a les quals afegia el seu toc humorístic. La ingenuïtat dels seus personatges i la lleugeresa de les anèctodes que explicava casaven de manera adequada amb la intenció d'entretenir i divertir als seus lectors. Urda va ser un bon dibuixant amb una expressió gràfica d'una gran finor i elegància: el seu estil era molt personal i reconeixible. El volum que aportava als seus personatges i la particular curvatura de les seves cames eren algunes de les característiques que aportaven als seus dibuixos una estampa molt personal. Relacionats amb els seus ninots hi ha els problemes que va tenir amb els censors de l'època franquista, sobretot per les dones que dibuixava, obeses i rodones, malgrat la innocència i l'allunyament del context sociopolític de l'època dels seus dibuixos i acudits.
A TBO va dur a terme moltes portades, acudits gràfics i historietes, així com una secció emblemàtica De todo un poco, continuada per Pere Olivé després de la seva mort.
El fet de no crear personatges fixos amb una continuïtat rellevant en cap de les seves col·laboracions va provocar que la seva popularitat fos, sense dubte, menys cridanera que la d'alguns dels seus coetanis. Va fer algun intent de col·laborar amb l'univers de Bruguera, però el seu estil no lligava amb el de les historietes més directes o “agressives” de l'editorial.
| Anys      | Publicació                 | Editorial                                      | Format                   | Números editats          | Participa als números | Notes |
| --------- | -------------------------- | ---------------------------------------------- | ------------------------ | ------------------------ | --- | --- |
| 1906      | L'escolanet                |                                                | Quadern vertical grapat  | 2 ?                      | | Preu: 0,05 pts |
| 1913      | Els follets                |                                                | Quadern plegat           | 43?                      | 11, 17, 22, 29, 32, 34, 38, 39, 42, 43 | Preu: 0,05 pts a 0,10 pts                                                                                              |
| 1913      | En belluget                |                                                | Quadern plegat           | 5?                       | 1 | Preu: 0,05 pts |
| 1915      | Dominguín                  | J. Espoy                                       | Quadern plegat           | 20                       | 16 | Editat en castellà |
| 1916      | Juanito                    | Vicente Pastor, Editor                         | Quadern plegat           | 6 ?                      | 6 | Editat en castellà |
| 1917-38   | TBO                        | Editorial Buigas                               | Quadern plegat           | 1097                     | 3, 6, 8, 9, 11, 22, 41, 43, 56, 124, 151, 152, 153, 155, 181, 182, 183, 184, 185, 186, 187, 189, 190, 191, 192, 200, 201, 202, 203, 204, 205, 206, 207, 208, 209, 210, 211, 212, 213, 222, 307, 360, 377, 379, 386, 426, 468, 470, 471, 479, 622, 623, 708, 709, 710, 711, 712, 719, 731, 734, 735, 736, 738, 739, 740, 762, 764, 765, 766, 767, 768, 769, 770, 771, 785, 786, 787, 790, 791, 811, 812, 813, 814, 816, 818, 829, 836, 844, 845, 846, 847, 848, 849, 850, 851, 852, 853, 897, 917, 918, 920, 922, 923, 924, 925, 933, 954, 955, 957, 986, 988, 1030 | Editat en castellà |
| 1919      | Colección Gáfica TBO       | Editorial Buigas                               | Quadern grapat           | 42                       | 1,3,4,7,8,13,14,15,16,23 | Adaptacions literàries                                                                                                 |
| 1919      | Historias y cuentos de TBO | Editorial Buigas                               | Quadern grapat           | 120 ?                    | 1, 2, 4, 9, 13, 20, 23, 30, 31, 32, 33, 34, 35, 39, 40, 41, 42, 45, 46, 52, 55, 47, 48, 52, 53, 56 | |
| 1921      | Aleluyas de Charlot        | Editorial El Gato Negro                        | Quadern plegat           | 1                        | 1, 4, 5 | La data de publicació és aproximada                                                                                    |
| 1921-1933 | Pulgarcito                 | Editorial el Gato Negro                        | Quadern grapat           | 851 ?                    | 96 | Almanacs 1, 7, 12 |
| 1922      | BB                         | Editorial Buigas                               | Quadern plegat           | 131                      | 66,71,72,77,78,80,82,84,85,87,89,92,93,96,105,107,128,130,131 | Primera revista de còmic femení                                                                                        |
| 1922      | Crispín                    | Editorial El Gato Negro                        | Quadern plegat           | 306                      | 1 | Almanaque 1923,1925,1926                                                                                               |
| 1922-1927 | Colorín                    | Editoral Magín Piñol / Editorial el Gato Negro | Quadern grapat           | 278 ?                    | | Almanaques, 1923,1924,1925,1926                                                                                        |
| 1924      | Pulgarcito                 | Federico Bonet                                 | Quadern plegat           | 103 ?                    | 12 | Gèneres: Humor, Infantil                                                                                               |
| 1924-1932 | Muchas Gracias             | Rivadeneyra,S.A.                               | Quadern                  | 393 ?                    | 96 | Gèneres: Satírica, Erotisme i Humor                                                                                    |
| 1926      | Ki-Ki-Ri-Kí                | Sociedad General de Publicaciones, S.A.        | Quadern plegat           | 105 ?                    | 12,22,23,28,31,32,37 | Gèneres: Humor, Històric                                                                                               |
| 1925-1928 | Toto                       | Editorial el Gato Negro                        | Quadern plegat           | 103 ?                    | 17, 20, 37, 42, 46, 51, 52, 91, 93, 95, 58, 90, 103 | Gèneres: Humor, Infantil                                                                                               |
| 1929-1932 | Alegria                    | Magdalena Rossell                              | Quadern vertical grapat  | 464                      | 268, 297, 269, 275, 277, 279, 280, 282, 283, 284, 286, 288, 289, 291, 292, 293, 294, 295, 296, 302, 305, 309, 374, 390, 401 | Revista infantil en castellà, i de tendència nacional espanyola i catòlica.                                            |
| 1933-1935 | Boy                        | Editorial el Gato Negro                        | Quadern plegat           | 125 ?                    | 17, 20, 37, 42, 46, 51, 52, 91, 93, 95, 58, 90, 103 | Gèneres: Humor, Infantil                                                                                               |
| 1943-1952 | TBO                        | Ediciones TBO                                  | Quadern grapat           | 130                      | 3, 12, 13, 14, 18, 4, 24, 26, 27, 31, 38, 39, 43, 49, 51, 53, 55, 56, 57, 58, 61, 62, 65, 66, 68, 69, 71, 72, 76, 78, 80, 84, 88, 93, 100, 123, 130 | Editat en castellà |
| 1945      | Historietas completas      | Editorial Cisne                                | Quadern grapat           | 10?                      | 2, 3, 6, 7, 8, 9, 10 | Editat en castellà |
| 1946      | AEI                        | Editorial Bruguera                             | Quadern grapat           | 6?                       | 1, 2, 3, 4, 5 | Editat en castellà |
| 1947-1952 | El Coyote                  | Ediciones Clíper                               | Quadern grapat           | 189 i 2 extraordinaris   | 1, 2, 3, 4, 5, 8, 9, 10, 11, 12, 16, 18, 19, 20, 21, 22, 23, 25, 26, 27, 30, 31, 33, 34, 117 | Editat en castellà |
| 1947      | Pulgarcito                 | Editorial Bruguera                             | Quadern plegat           | 1755 i 88 extraordinaris | 18, 21, 23, 26, 27 | Editat en castellà |
| 1948      | Nicolas                    | Ediciones Clíper                               | Quadern grapat           | 239 i 6 extraordinaris   | 34, 36, 37, 49, 50, 51, 53, 58, 60, 63, 66, 70, 71, 82 | Editat en castellà |
| 1950-1951 | Lupita                     | Ediciones Clíper                               | Quadern grapat           | 48                       | 1, 7, 8, 9, 10, 11, 12, 13, 14, 16, 17, 18, 19, 20, 21, 22, 23, 24, 25, 26, 27, 1, 29, 30, 31, 32, 33, 34, 35, 36, 37, 38, 39, 40, 41, 42, 43, 44, 45, 46, 47, 48 | Editat en castellà |
| 1952-1972 | TBO                        | Ediciones TBO                                  | Quadern grapat o encolat | 789                      | 1, 2, 3, 4, 5, 6, 7, 10, 11, 12, 13, 14, 15, 16, 17, 18, 19, 20, 21, 22, 23, 24, 25, 26, 27, 28, 29, 30, 31, 32, 33, 34, 35, 36, 37, 38, 39, 40, 41, 42, 43, 44, 45, 46, 47, 48, 49, 50, 51, 52, 54, 55, 56, 57, 58, 59, 60, 61, 62, 63, 64, 65, 66, 67, 68, 69, 70, 71, 72, 73, 74, 75, 76, 77, 78, 80, 81, 82, 83, 84, 85, 86, 87, 88, 89, 90, 91, 92, 93, 94, 95, 96, 97, 98, 99, 100, 101, 102, 103, 104, 105, 106, 107, 108, 109, 110, 111, 112, 113, 114, 115, 116, 117, 118, 119, 120, 121, 122, 123, 124, 125, 126, 127, 128, 129, 130, 131, 132, 133, 134, 135, 136, 137, 138, 139, 140, 142, 144, 146, 147, 149, 150, 151, 152, 153, 156, 157, 158, 159, 160, 161, 165, 170, 172, 173, 174, 175, 176, 177, 179, 180, 182, 185, 186, 187, 188, 189, 190, 191, 192, 193, 195, 196, 197, 198, 199, 200, 202, 203, 204, 205, 206, 207, 208, 210, 211, 212, 214, 215, 216, 217, 220, 221, 222, 226, 227, 229, 231, 232, 233, 234, 235, 236, 237, 238, 239, 241, 242, 243, 246, 247, 248, 249, 250, 251, 252, 254, 256, 257, 258, 259, 261, 262, 263, 264, 266, 267, 270, 271, 272, 273, 275, 277, 278, 279, 280, 281, 283, 285, 286, 287, 288, 291, 292, 293, 295, 297, 299, 300, 301, 302, 304, 307, 308, 310, 311, 313, 314, 315, 13, 323, 324, 325, 326, 327, 328, 329, 332, 334, 336, 337, 339, 341, 343, 345, 346, 347, 348, 349, 351, 352, 354, 355, 356, 357, 358, 360, 361, 362, 363, 364, 365, 366, 367, 368, 369, 370, 17, 371, 372, 373, 374, 18, 19, 20, 21, 375, 376, 377, 378, 379, 380, 382, 383, 384, 385, 386, 387, 388, 390, 392, 394, 395, 396, 397, 398, 399, 400, 402, 405, 407, 413, 414, 415, 419, 426, 26, 434, 440, 444, 445, 447, 452, 456, 461, 465, 476, 30, 31, 32, 33, 480, 482, 492, 494, 498, 499, 505, 510, 513, 515, 516, 520, 522, 526, 527, 528, 529, 530, 36, 38, 536, 537, 539, 541, 543, 545, 552, 553, 555, 556, 568, 570, 571, 41, 43, 44, 586, 598, 599, 600, 601, 602, 603, 604, 606, 609, 610, 611, 612, 613, 614, 615, 616, 618, 619, 620, 621, 49, 50, 51, 636, 652, 657, 663, 664, 677, 678, 680, 56, 57, 701, 709, 716, 717, 718, 720, 721, 722, 726, 728, 733, 734, 738, 61, 62, 64, 65, 66, 744, 749, 751, 753, 754, 755, 758, 764, 768, 774, 776, 777, 781, 783, 785, 786, 788, 789 | Editat en castellà. Al nº751 s'hi publica la seva darrera obra. Les publicacions posteriors consisteixen en reedicions |
| 1953      | El gorrión                 | Ediciones Clíper                               | Quadern grapat           | 10                       | 1, 2, 3, 4, 5, 6, 7, 8, 9, 10 | Editat en castellà |
| 1962-1965 | Tío Vivo (2ª època)        | Editorial Bruguera                             | Quadern grapat           | 1043                     | 85, 93, 118, 130, 132, 151, 153, 155, 178, 181, 183, 185, 186, 188, 191, 193, 197, 221 | Editat en castellà |
| 1972-1983 | TBO 2000 / El TBO          | Buigas, Estivill y Viña                        | Quadern grapat           | 503                      | 2001, 2002, 2004, 2005, 2007, 2008, 2009, 2010, 2046, 2049, 2051, 2052, 2060, 2061, 2062, 2072, 2079, 2080, 2082, 2083, 2086, 2087, 2089, 2090, 2097, 2099, 2100, 2107, 2112, 2116, 2129, 2130, 2132, 2133, 2134, 2135, 2136, 2137, 2172, 2179, 2188, 2189, 2195, 2217, 2219, 2223, 2291, 2339, 2340, 2343, 2344, 2347, 2348, 2350, 2351, 2359, 2361, 2363, 2364, 2365, 2366, 2367, 109, 2374, 2375, 2380, 2384, 2390, 2391, 2392, 2393, 2394, 2400, 2420, 2427, 2432, 2436, 2450, 2498, 2475, 2497, 2499, 2500, 2501, 2502 i extraordinaris 7, 10, 11, 14, 26, 31, 33, 35, 36, 43, 44, 45, 46, 49, 50, 51, 52, 55, 58, 59, 60, 61, 62, 63, 65, 78, 80, 82, 83, 85, 92, 95, 98, 99, 101, 102, 113, 116, 123, 125, 127, 129, 135 i 137 | Editat en castellà. Inclou reedicions d'històries ja publicades de l'autor                                             |